# العلاقات المصرية الناميبية
العلاقات المصرية الناميبية هي العلاقات الثنائية التي تجمع بين مصر وناميبيا.

## مقارنة بين البلدين
هذه مقارنة عامة ومرجعية للدولتين:
| وجه المقارنة                                              | مصر           | ناميبيا      |
| --------------------------------------------------------- | ------------- | ------------ |
| المساحة (كم2)                                             | 1.01 مليون    | 825.62 ألف   |
| عدد السكان (نسمة)                                         | 94.80 مليون   | 2.53 مليون   |
| الكثافة السكانية (ن./كم²)                                 | 93.86         | 3.06         |
| العاصمة                                                   | القاهرة       | ويندهوك      |
| اللغة الرسمية                                             | اللغة العربية | لغة إنجليزية |
| العملة                                                    | جنيه مصري     | دولار ناميبي |
| الناتج المحلي الإجمالي (بليون دولار)                      | 235.37 مليار  | 13.24 مليار  |
| الناتج المحلي الإجمالي (تعادل القوة الشرائية) بليون دولار | 998.67 مليار  | 25.60 مليار  |
| الناتج المحلي الإجمالي الاسمي للفرد دولار أمريكي          | 3.61 ألف      | 4.67 ألف     |
| الناتج المحلي الإجمالي للفرد دولار أمريكي                 |               | 9.96 ألف     |
| مؤشر التنمية البشرية                                      | 0.690         | 0.628        |
| رمز المكالمات الدولي                                      | +20           | +264         |
| رمز الإنترنت                                              | .eg، .مصر     | .na          |
| المنطقة الزمنية                                           | ت ع م+02:00   | ت ع م+02:00  |

## منظمات دولية مشتركة
يشترك البلدان في عضوية مجموعة من المنظمات الدولية، منها:
| علم المنظمة | اسم المنظمة                                                | تاريخ انضمام مصر | تاريخ انضمام ناميبيا |
| ----------- | ---------------------------------------------------------- | ---------------- | -------------------- |
|             | البنك الإفريقي للتنمية                                     | 10 سبتمبر 1964   | ?                    |
|             | العملية المشتركة للاتحاد الأفريقي والأمم المتحدة في دارفور | 31 يوليو 2007    | ?                    |
|             | البنك الدولي للإنشاء والتعمير                              | 27 ديسمبر 1945   | 25 سبتمبر 1990       |
|             | منظمة التجارة العالمية                                     | 30 يونيو 1995    | ?                    |
|             | الأمم المتحدة                                              | 24 أكتوبر 1945   | 23 أبريل 1990        |
|             | الاتحاد الأفريقي                                           | 9 يوليو 2002     | ?                    |
|             | وكالة ضمان الاستثمار متعدد الأطراف                         | 12 أبريل 1988    | 25 سبتمبر 1990       |
|             | منظمة الشرطة الجنائية الدولية                              | 7 سبتمبر 1923    | ?                    |
|             | يونسكو                                                     | 22 يناير 1947    | 2 نوفمبر 1978        |
|             | مؤسسة التمويل الدولية                                      | 20 يوليو 1956    | 25 سبتمبر 1990       |
|             | الاتحاد البريدي العالمي                                    | ?                | ?                    |
|             | الاتحاد الدولي للاتصالات                                   | 9 ديسمبر 1876    | 25 يناير 1984        |

## وصلات خارجية
- موقع وزارة الخارجية المصرية